# Canamunt i Canavall
Canamunt i Canavall foren els dos bàndols nobiliaris que s'enfrontaren a la Ciutat de Mallorca i a tota l'illa a finals del segle xvi. Les causes d'aquest enfrontament són complexes i s'han de cercar en les lluites nobiliàries mallorquines dels segles anteriors. També s'han de tenir en compte els moviments de la noblesa per monopolitzar el poder polític i econòmic de Mallorca després de les lluites civils de les Germanies, els llargs plets que mantenien entre ells i la boja carrera per aconseguir títols nobiliaris que els equiparassin a la noblesa espanyola.
Encara que l'enfrontament originàriament fou entre bàndols nobiliaris urbans, tendí a absorbir i enquadrar altres bàndols de la Part Forana que cercaren la protecció i suport de les poderoses faccions aristocràtiques. D'altra banda els nobles tendiren a organitzar escamots particulars per perpetrar les seves actuacions i en aquests escamots hi participaren de manera activa, a la part forana, les colles de bandolers. Els grups nobiliaris actuaren sobretot a la ciutat, però feien baixar bandolers per dur a terme les seves venjances i donaven suport logístic i de tota classe als moviments de les colles amigues arreu de Mallorca.
La historiografia clàssica mallorquina parla dels moviments socials iniciats en el segle xiv amb l'Assalt del Call, continuats per la Revolta Forana en el segle xv, per les Germanies en el segle xvi i en el segle xvii per les banderies de Canamunt i Canavall i el bandolerisme. Per a Josep Maria Quadrado i Álvaro Santamaría són quatre actes del mateix conflicte. Aina Maria Le Senne, en 1978, va defensar que el conflicte de Canamunt i Canavall no era un enfrontament social, sinó una lluita entre faccions aristocràtiques. Va argumentar que, tot i les arrels en conflictes anteriors, la disputa va ser interna dins de l'aristocràcia, sense implicar altres grups socials. D'altra banda, Jaume Serra Barceló descrigué durant la dècada de 1990, clares relacions entre Canamunt i Canavall, banderies populars, bandolerisme i reacció antisenyorial. Des d'aquest punt de mira les banderies i el bandolerisme tenen un lloc clar en el decurs dels moviments socials mallorquins, entre els quals no es poden menysprear els conflictes antisenyorials.

## El duel entre els Anglada i els Rossinyol (1598-1606)
Els noms responen a criteris de localització dins l'espai ciutadà, ja que els caps més importants d'uns residien a la vila d'Amunt i els altres a la vila d'Avall. La primera fase del conflicte (1598-1606) començà amb un duel entre els Anglada i els Rossinyol. Nicolau Rossinyol festejava Elisabet Anglada, però els parents d'ella no el volien. Al mateix temps, els Rossinyol parlaren malament d'ella i el 20 de març de 1598 els Anglada atacaren els Rossinyol. La batalla començà al Born i acabà a la Seu. Els Rossinyol s'asilaren a la Seu i els Anglada al convent de Sant Domingo de Palma. A partir d'aquí, l'enfrontament se sostengué en el temps, amb greus enfrontaments a Bunyola i amb la pràctica de l'endogàmia interna entre els dos partits nobiliaris.

## Intervenció de la colla de Selva (1607-1632)
En la segona fase el cap dels Canamunt fou Arnau de Santacília, que potencià l'aliança amb una gran colla de bandolers que, degut a la procedència de part dels seus capdavanters, s'ha conegut com la Colla de Selva, dirigida per la família Ferragut «Boda» de Selva. En aquests moments s'inicià una concatenació de venjances i contravenjances que arribà a causar multitud d'homicidis arreu de l'illa. Després de la topada en el Grau de Lluc, la Colla de Selva va quedar en part desfeta i alguns dels seus membres foren executats. La venjança de Mateu Ferragut, el capellà «Boda», dugué a l'assassinat del jutge Jaume Joan de Berga i de Sales. Aquest succés provocà la desfeta definitiva de la colla i la seva dispersió en grupets més petits de bandejats. El bisbe Joan de Santander intentà impulsar la pau, que finalment se signà el 1632 en una acta entre cavallers al convent de Sant Francesc i una altra entre bandolers al convent de Jesús.

## La represa de la lluita (1633-1645)
Aquest període marca la represa de l'enfrontament entre cavallers, a la vegada que a la ruralia apareix la figura del gran bandoler Llorenç Coll «Barona», que arribà a tractar amb el virrei com si ell fos una altra autoritat. La manera de lluitar contra els bandejats era comissionar bandolers per a perseguir i capturar altres bandejats. D'altra banda les persecucions organitzades des de Ciutat eren poc efectives davant el sistema de solidaritats i complicitats sòlidament establert.

## De la pau de Rocamora a la persecució de 1666 (1645-1666)
La pau aconseguida pel bisbe Tomàs de Rocamora va representar la sortida de l'illa de nobles i cavallers i la seva participació en diferents guerres a Itàlia i Catalunya. La voluntat de pacificació s'havia estès a tots els estaments. El 1666 es va dur a terme una gran persecució de bandolers que va comptar amb el suport de les autoritats, la noblesa i el bisbat, que reduí el dret d'asil. Varen ser eficaces les mesures encaminades a protegir els informadors. La batuda fou una vertadera campanya militar en la qual cada zona de l'illa estava presidida per un noble de confiança amb poders extraordinaris. De tota manera, l'èxit inicial no s'aprofità per acabar amb la totalitat de les colles. Així el bandolerisme persistí fins a la Guerra de Successió.